# Elfodd
Elfodd (fallecido hacia 809), también conocido como Elfoddw y en latín como Elbodugus, Elvodugus o Elbodius fue un obispo galés que indujo a la Iglesia de Gales a adoptar el método romano para determinar la fecha de la Pascua.
Elfodd parece haber estado asociado al monasterio de Holyhead en Anglesey cuando era joven, y también era relativamente joven cuando en el año 768 convenció a los eclesiásticos galeses que adaptaran el método romano para decidir la fecha de la Pascual. En el Brut y Tywysogion se afirma:
Ocho años después [768] los bretones trasladaron la Pascua y Elbodius el servidor de Dios la trasladó.'
La muerte de Elfodd está registrada en torno al año 809. El Brut y Tywisogion lo describe como el arzobispo de Gwynedd .Sin embargo el término posiblemente se refiera a que era el más eminente de los obispos de Gwynedd, ya que en esa época el reino carecía de dignidad de archidiócesis. Nennio, que dice en la Historia Brittonum que fue pupilo de Elfodd, lo describe como el obispo más santo y revela que Elfodd había estudiado las obras de Beda el Venerable. Una fuente posterior afirma que fue consagrado Obispo de Bangor hacia el año 755, pero no es fiable.